# Simon Rattle
Sir Simon Rattle, OM CBE (* 19. ledna 1955 Liverpool) je britský dirigent, od sezóny 2023/2024 šéfdirigent Symfonického orchestru Bavorského rozhlasu. Od sezóny 2024/2025 získal pětileté angažmá hlavního hostujícího dirigenta České filharmonie k poctě Rafaela Kubelíka, který jej v mládí ovlivnil.
V letech 1980–1998 vedl Symfonický orchestr města Birminghamu. Mezi roky 2002–2018 působil jako šéfdirigent Berlínských filharmoniků. V období 2017–2023 byl hudebním ředitelem a šéfdirigentem Londýnského symfonického orchestru.

## Hudební dráha
V letech 1971–1974 studoval na Royal Academy of Music. V letech 1980–1998 řídil Symfonický orchestr města Birminghamu. V letech 2002–2018 působil jako šéfdirigent německého symfonického orchestru, Berlínských filharmoniků. V roce 2012 vystoupil spolu s Londýnským symfonickým orchestrem na zahájení Letních olympijských her.
Dne 1. května 2013 řídil slavnostní Prvomájový koncert Berlínských filharmoniků ve Španělském sále Pražského hradu v rámci festivalu Pražské jaro. Jeho manželka Magdalena Kožená při něm přednesla osm (z deseti) Biblických písní Antonína Dvořáka. Koncert byl vysílán mnoha rozhlasovými a televizními stanicemi, mj. v Česku, Německu a Japonsku.
Dne 15. listopadu 2014 dirigoval koncert v rámci Klavírního festivalu Rudolfa Firkušného. Tento koncert byl věnován 25. výročí sametové revoluce a jako sólista vystoupil klavírista Ivo Kahánek se 4. klavírním koncertem Bohuslava Martinů. Ve druhé polovině koncertu zazněla 9. symfonie Ludwiga van Beethovena.
Rattle byl také přítomen při novoročním koncertě České filharmonie 2014 v pražském Rudolfinu, kde pod řízením Jiřího Bělohlávka přednesla Kožená dva cykly – Milostné písně Antonína Dvořáka v úpravě Jiřího Temla a výběr z Písní z Auvergne od Josepha Canteloubea. Stal se spolu se svou manželkou patronem „Roku české hudby“ 2014, který byl tímto koncertem zahájen.
V roce 2017 se stal hudebním ředitelem a šéfdirigentem Londýnského symfonického orchestru. Jeho nástupcem u Berlínských filharmoniků se v srpnu 2019 stal ruský dirigent Kirill Petrenko. V červnu 2018 dirigoval Rattle naposledy tradiční letní koncert Berlínských filharmoniků pod širým nebem na Lesní scéně (Waldbühne) v Berlíně před 25 000 diváky. Orchestr hrál výlučně díla skladatelů ze čtyř zemí, které byly vítěznými mocnostmi druhé světové války. Při koncertu vystoupila také dirigentova manželka, pěvkyně Magdalena Kožená.

## Soukromý život
V letech 1980–1995 byl ženatý s americkou sopranistkou Elise Rossovu. Do manželství se narodili synové Sacha, jenž se stal klarinetistou, a Eliot, profesí malíř. V roce 1996 uzavřel sňatek s americkou spisovatelkou Candace Allenovou, pocházející z Bostonu. Rozvod následoval v roce 2004.
V roce 2008 se potřetí oženil s českou mezzosopranistkou Magdalenou Koženou, s níž má syny Jonáše (* 2005), Miloše (* 2008) a dceru Anežku (* 2014) Rattleovy. Rodina žije v Grunewaldu, městské části Berlína.

## Vyznamenání a ocenění
Roku 1987 mu byl královnou Alžbětou II. udělen druhý stupeň Řádu britského impéria, později pak vyšší stupeň Commander of the Order of the British Empire (CBE). Obdržel také Řád Za zásluhy (Velká Británie) (Order of Merit - OM). V roce 2012 získal Wolfovu cenu za umění. Od roku 2022 je též držitelem čestného akademického titulu doctor honoris causa na Janáčkově akademii múzických umění.